# 格利金·阿布列索夫

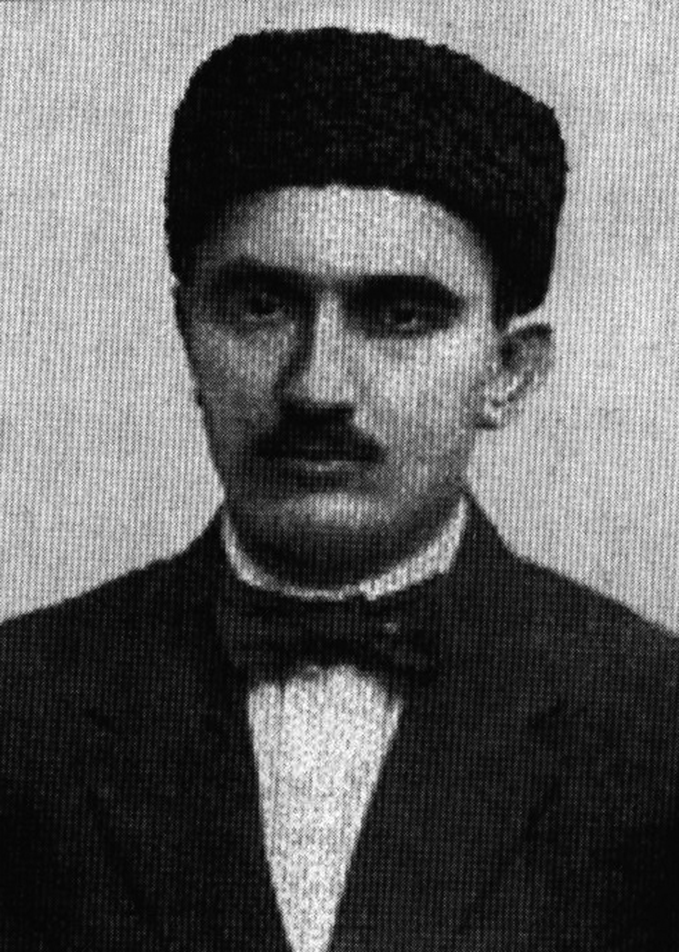

格利金·阿布拉莫维奇·阿布列索夫（俄語：Гарегин Абрамович Апресов，1890年1月6日—1941年9月11日），苏联外交官，1933年12月至1937年3月担任苏联驻盛世才统治下新疆迪化总领事，对新疆举足轻重，此前也曾担任苏联驻波斯总领事。